# Eduardo Eliseo Martín
Eduardo Eliseo Martín (Venado Tuerto, 26 de dezembro de 1953) é um clérigo católico romano argentino e arcebispo de Rosário.

## Biografia
Eduardo Eliseo Martín fez os estudos primários e secundários em sua cidade natal. Iniciou os estudos universitários na especialidade química, mas teve que interrompê-los ao ingressar no Seminário Metropolitano "San José" da Arquidiocese de La Plata, onde estudou filosofia e teologia.
Foi ordenado sacerdote em 26 de dezembro de 1980 na Catedral de Venado Tuerto, pelo bispo diocesano, Mario Picchi SDB. Após a ordenação, foi nomeado vigário paroquial da Imaculada Conceição, catedral de Venado Tuerto. Pároco de San Cayetano, Venado Tuerto (março de 1981 - maio de 1987), formador e professor de Pedagogia e Filosofia no Seminário Maior de La Plata (1987 - dezembro de 1989).
Em janeiro de 1990 retornou à sua cidade natal, nomeado pelo bispo Paulino Reale como vigário geral, cargo no qual foi confirmado pelo bispo seguinte, monsenhor Gustavo Arturo Ajuda. No desempenho desta tarefa eclesial, foi também pároco da Catedral da Imaculada Conceição, de dezembro de 1993 a maio de 2006.
O Papa Bento XVI o nomeou bispo de Villa de la Concepción del Río Cuarto em 21 de fevereiro de 2006, sendo ordenado bispo em 19 de maio do mesmo ano por Dom Paulino Reale, Bispo Emérito de Venado Tuerto, no estádio do Clube Olimpia Básquetbol, em Venado Tuerto; os co-consagradores foram Gustavo Arturo Ajuda, Bispo de Venado Tuerto, e Guillermo Galartti, Arcebispo de Bahía Blanca. Dom Eduardo Martín foi instalado em 28 de maio.
O Papa Francisco o promoveu à cadeira arquiepiscopal de Rosário em 4 de julho de 2014, sendo instalado em 24 de agosto pelo Cardeal Mario Aurelio Poli.
Ele recebeu o pálio, abençoado pelo Papa Francisco na Solenidade dos Apóstolos Pedro e Paulo em 2015, do Núncio Apostólico na Argentina, Dom Emil Tscherrigel, no dia 7 de outubro do mesmo ano.

Na Conferência Episcopal Argentina, foi Presidente da Comissão Católica de Educação. De de novembro de 2021 a novembro de 2024, foi membro do Conselho dos Assuntos Econômicos, representando a Região Costeira, da Comissão Pastoral Universitária, e delegado suplente da Região Costeira.